# Sambiroto (Sedan)
Sambiroto is een bestuurslaag in het regentschap Rembang van de provincie Midden-Java, Indonesië. Sambiroto telt 1715 inwoners (volkstelling 2010).